# East St. Clair
East St. Clair è una township degli Stati Uniti d'America, nella contea di Bedford nello Stato della Pennsylvania. Secondo il censimento del 2000 la popolazione è di 3.123 abitanti.

## Società

### Evoluzione demografica
La composizione etnica vede una prevalenza della razza bianca (98,43%) seguita da quella asiatica (0,67%), dati del 2000.
| township di East St. Clair Popolazione |       |
| 2000                                   | 3.123 |
| Stima al 2009                          | 3.087 |